# L'Enfant prodigue
L'Enfant prodigue (tj. Marnotratný syn) je francouzský němý film z roku 1907, který režíroval Michel Carré podle vlastní divadelní hry.
Film je považován za první celovečerní film (90 minut) natočený v Evropě. Snímek natočený ve studiu Gaumont v květnu 1907 je v podstatě nezměněným filmovým záznamem hry. První promítání filmu se uskutečnilo v Théâtre des Variétés na bulváru Montmartre dne 20. června 1907. Carré vytvořil druhou verzi Marnotratného syna v roce 1916.